# 144P/Kushida
144P/Kushidaes un cometa periódico descubierto en enero de 1994 por Yoshio Kushida en el Observatorio Yatsugatake de Base de Sur en Japón. Este fue el primer descubrimiento cometario de 1994 y su segundo descubrimiento en un mes.
Basado en datos reunidos durante el período del 9 al 11 de enero de 1994 Syuichi Nakano calculó la fecha de perihelio para el 5 de diciembre de 1993 y la distancia de perihelio como 1.36 UA. Tiene una baja inclinación a la eclíptica sugiriendo a Nakano que el cometa podría ser de un tipo de período corto. Para el 14 de enero de 1994 Daniel W. E Green confirmó la sugerencia de Nakano y publicó una órbita de período corto sobre Circular IAU 5922. Basado en 29 posiciones obtenidas durante el período del 9-13 de enero, Green determinó una fecha de perihelio para el 12 de diciembre de 1993, una distancia de perihelio de 1.37 UA, y un período orbital de 7.2 años.